# Bureau du procureur général de la république d'Azerbaïdjan

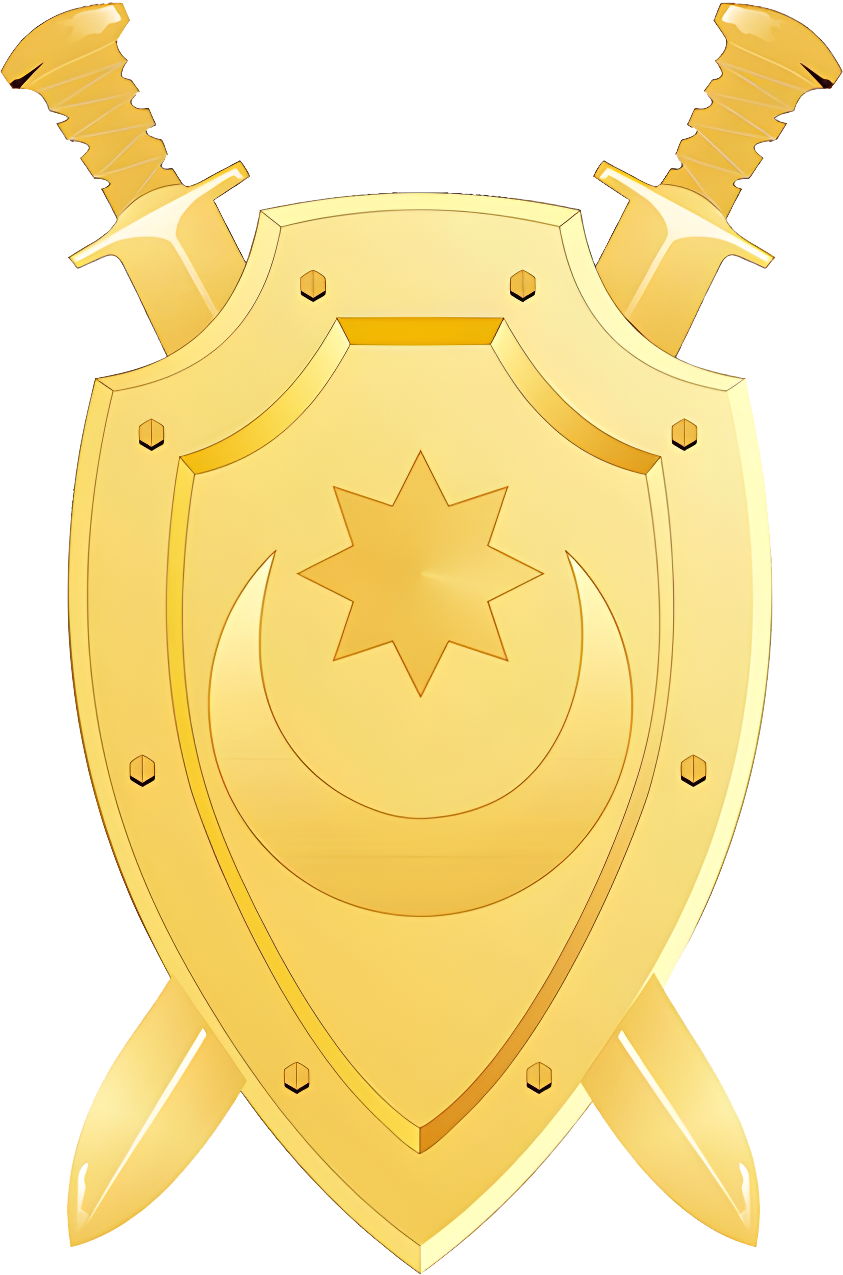
Bureau du procureur général de la république d'Azerbaïdjan

Le bureau du procureur de la république d'Azerbaïdjan est un organe centralisé unique fondé sur la subordination des procureurs territoriaux et spécialisés au Procureur général de la république d'Azerbaïdjan. Selon l'article 133 de la Constitution de la république d'Azerbaïdjan, le bureau du procureur, conformément à la loi, exerce un contrôle sur l'application des lois, ainsi que dans les cas prévus par la loi, ouvre des affaires pénales et mène des enquêtes.

## Histoire
Le 18 octobre 1918, au cours de la première année d'indépendance de la république démocratique d'Azerbaïdjan (RDA), le Conseil des ministres a adopté le règlement sur la Chambre judiciaire de l'Azerbaïdjan. Au cours des années de RDA, les procureurs généraux, ainsi que les ministres de la justice, étaient Fatali Khan Khoyski, Khalil bey Khasmammedov, A.Safikurd et Teimour Bey Makinski. La composition de la chambre judiciaire du RDA comprenait tous les bureaux des procureurs des tribunaux de Bakou et de Gandja. Après l'effondrement du RDA  le 28 avril 1920, le bureau du procureur général, comme tous les autres organes, a été aboli.
Le 11 juillet 1922, le décret «Sur le parquet de la RSS d'Azerbaïdjan» fut adopté et un bureau du procureur soviétique fut créé. Au cours de la période de la commune de Bakou, Ali Heydar Garayev, S. Chivanov, B. Valibeyli, G.Hadjiev, Y.Mammedov étaient les commissaires de la justice populaire, qui étaient également procureurs généraux.
En 1936, le bureau du procureur de la RSS d'Azerbaïdjan s'est retiré de la juridiction du commissariat du peuple de la justice, et déjà subordonné seulement au bureau du procureur de l'URSS a commencé son activité presque indépendante.
En 1955, le 24 mai, le règlement sur le contrôle des procureurs en URSS a été adopté, ce qui a joué un rôle important dans le développement du système des poursuites. Et le 30 novembre 1979 a été adoptée la loi de l'URSS sur le bureau du procureur, qui a servi de charte et les activités du bureau du procureur ont été menées sur la base de cette loi.
En 1991, l'Azerbaïdjan a retrouvé son indépendance, même si dans les premières années il était faible, et comme on le savait, il n'y avait pas de système judiciaire unique.
Le 7 décembre 1999, la loi sur le ministère public a été adoptée, reflétant toutes les dispositions sur le corps

## Structure
- Bureau de lutte contre la corruption auprès du bureau du procureur général
- Gestion de l'enquête sur les crimes graves
- Bureau de contrôle d'enquête dans le bureau du procureur
- Le bureau du contrôle de l'exécution des lois dans l'activité des organismes d'enquête et d'enquête opérationnelle des affaires internes
- Le bureau de contrôle de l'exécution des lois dans l'activité des organes d'investigation et de recherche opérationnelle des ministères des impôts et de la justice et du Comité d'État des douanes
- Le bureau de contrôle de l'exécution des lois dans l'activité des organismes d'enquête et d'enquête opérationnelle du ministère des Situations d'urgence, du service de sécurité et du service des gardes-frontières
- Bureau de la protection des poursuites publiques
- Bureau de l'examen des demandes
- Département organisationnel et analytique
- Département des ressources humaines
- Département des relations internationales
- Bureau du soutien juridique et de l'information
- Département des technologies de l'information et de la communication
- Centre de recherche et de formation
- Service de presse
- Département du support matériel et technique[4]

## Procureur général
Le chef du bureau du procureur général est le procureur général.
Le procureur général peut devenir un citoyen de la république d'Azerbaïdjan ayant atteint l'âge de 30 ans, ayant suivi des études supérieures en droit, ayant le droit de participer aux élections et maîtrisant la langue officielle de la république d'Azerbaïdjan.
Le procureur général ne peut exercer aucune activité (entrepreneuriale, commerciale ou autre activité rémunérée), sauf pour des activités scientifiques, pédagogiques et créatives.
Le chef du bureau du procureur général est nommé et révoqué par le président de la république d'Azerbaïdjan avec le consentement du Milli Mejlis de la république d'Azerbaïdjan. Et ses adjoints sont nommés et révoqués par le président de la république d'Azerbaïdjan sur proposition du procureur général.
D'autres procureurs territoriaux et spécialisés sont nommés et révoqués par le procureur général de la république d'Azerbaïdjan en consultation obligatoire avec le président de la république d'Azerbaïdjan.
Les pouvoirs du procureur général est d'organiser les activités du bureau du procureur, la soumission d'une proposition relative à la création ou de la liquidation des bureaux du procureur, l'approbation des structures d'autres procureurs, la convocation du conseil d'administration du Bureau du Procureur de l'Azerbaïdjan, le procureur militaire, le procureur de la république autonome de Nakhitchevan, ainsi que d'autres bureaux des procureurs, la conclusion d'accords internationaux avec les organismes d'application de la loi d'autres pays et organisations internationales et ainsi de suite.
Les fonctions du procureur général est également inclus pour informer l'Assemblée nationale et le président de la république d'Azerbaïdjan sur les activités du bureau du procureur.
Lorsque le procureur général fonctionne scientifique - conseil consultatif, dont la composition est approuvée par le procureur général. La position du conseil est également approuvée par le procureur général.

## Conseil du bureau du procureur général
L'organe consultatif du bureau du procureur général est le conseil, qui est également dirigé par le procureur général. En plus du procureur général, le collège comprend les adjoints du procureur général.
Les réunions de l'organe consultatif du bureau du procureur général sont convoquées par le procureur général. La réunion aborde les activités du bureau du procureur, la lutte contre le crime, les projets d'actes et d'ordres, ainsi que d'autres documents importants. Lors du vote, tous les membres du collège ont des droits égaux.

## Liste des procureurs généraux d'Azerbaïdjan

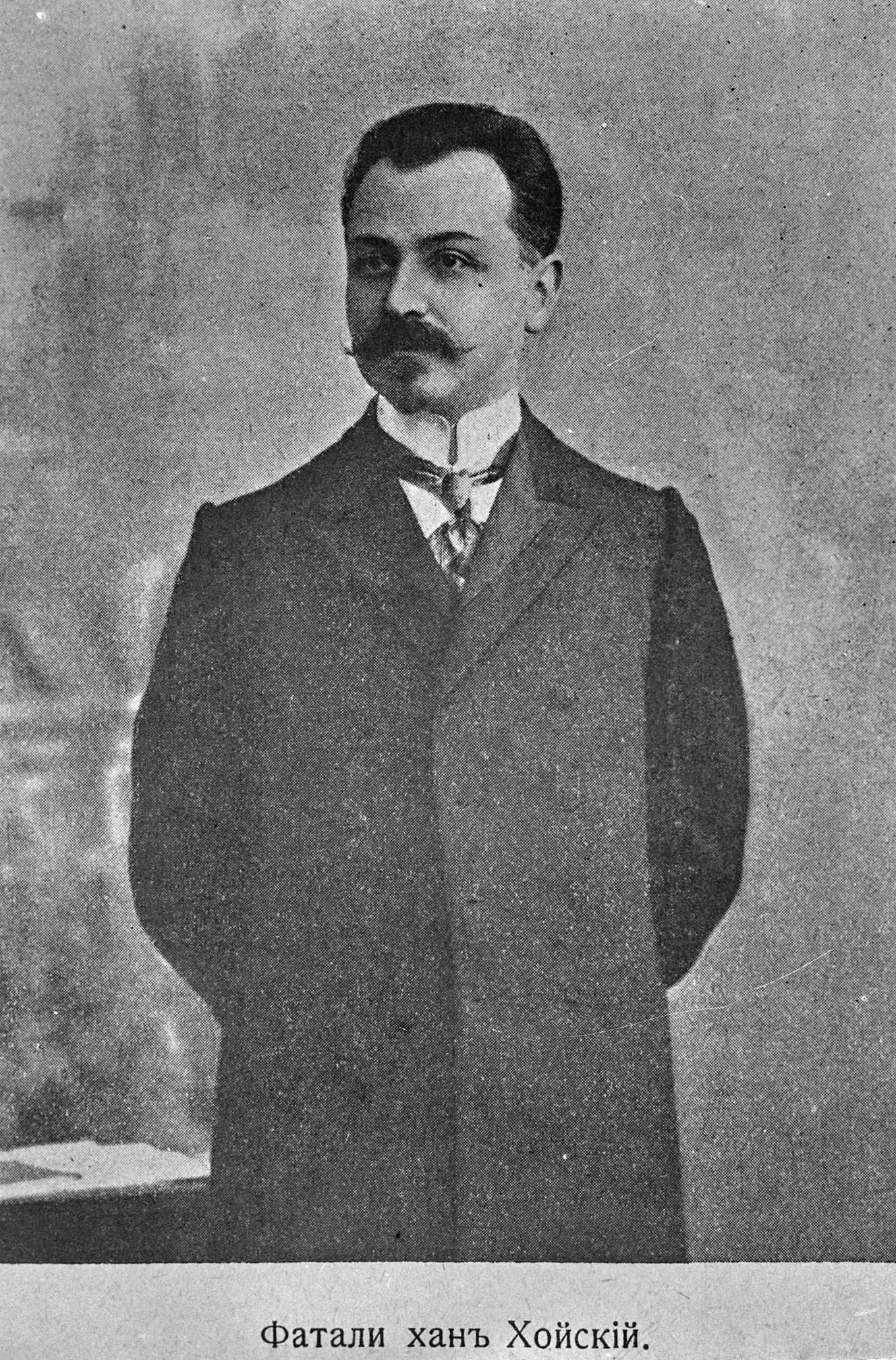
Fatali Khan Khoyski

- Khalil bey Khasmammedov (mai-juin 1918, décembre 1919-avril 1920)

- Fatali Khan Khoyski (juin-décembre 1918)
- Teymur bey Makinski (décembre 1918 - mars 1919)
- Aslan Bey Safikurdski (mars-décembre 1919)
- Aliheydar Garayev (1920-1921)
- Sergei Ivanov (1921 - 1922)
- Bahadour Velibekov (1922 - 1926, 1936 - 1937)
- Beuyukaga Talibly (1926 - 1930, 1931 - 1932)
- G. Hadjiyev (1930 - 1931)
- Aina Soultanova (1933 - 1934)
- Yagoub Mamedov (1935 - 1936)
- Aga-Husseyn Alihusseynov (1938 - 1941)
- Jebrail Jabrailzadeh (1941-1943)
- Khalil Efendiyev (1943 - 1948)
- Ali Abbas Aliyev (1948 - 1951)
- Haji Ragimov (1951 - 1954)
- Adil Babayev (1951 - 1959)
- Seyfoulla Akbarov (1951 - 1963)
- Gambai Mammedov (1963 - 1976)
- Abbas Zamanov (1976 - 1985)
- Ilyas Ismailov (1985 - 1990)
- Ismat Gayibov (1990 - 1991)
- Mourad Babayev (1991 - 1992)
- Ikhtiyar Chirinov (1992 - 1993)
- Ali Eumarov (1993 - 1994)
- Eldar Hassanov (1995 - 2000)
- Zakir Garalov (2000 - maintenant dans le post)